# Caetano Valadão Serpa
Caetano Valadão Serpa (Fajã Grande, 24 de janeiro de 1936 — ) é um professor universitário, intelectual e escritor. Fixou-se Boston onde foi professor de língua e cultura portuguesas na Universidade de Massachusetts.

## Biografia
Nasceu no lugar da Ponta da Fajã, ilha das Flores, um dos mais remotos dos Açores, filho de António Serpa e Virgínia Valadão. Conclui o ensino primário no Posto Escolar da Ponta, manifestando-se cedo dotado de grande inteligência e com uma vontade de aprender. Como ao tempo na ilha das Flores apenas existia o ensino até ao 4.º ano de escolaridade, em 1949 abandonou a ilha das Flores com destino à ilha Terceira, seguindo único caminho ao tempo disponível para progredir nos estudos: matricular-se no Seminário Episcopal de Angra.
Frequentou com brilho curso do Seminário Episcopal de Angra entre 1949 e 1960, ano em que o concluiu com sucesso. Em 1961, dada a excelência do seu currículo como aluno do Seminário, foi enviado pela Diocese de Angra para Roma, onde se licenciou em História do Cristianismo e Ética na Pontifícia Universidade Gregoriana (1963) e em Teologia na Pontifícia Universidade Lateranense (1965). O objectivo era obter a formação académica necessária para o ensino das disciplinas de História da Igreja integrantes do currículo disciplinar do Curso de Teologia do Seminário, que nessa altura estavam sem professor especializado.
Após viajar pela Europa, regressou a Angra do Heroísmo, sendo nomeado professor de Teologia e História da Igreja e prefeito dos Teólogos no Seminário Episcopal de Angra. Contudo, permaneceu apenas durante um ano nestas funções, pois no ano imediato transferiu-se para Ponta Delgada, cidade onde leccionou no Seminário Colégio de Ponta Delgada (o Colégio de Santo Cristo) as disciplinas de Língua Portuguesa, Francês e História.
Em 1972 emigrou para os Estados Unidos da América, doutorando-se em 1974 em História Moderna Europeia pela Pontifícia Universidade Gregoriana de Roma. Fixou-se em Boston, onde se especializou-se em Psicologia do Aconselhamento na Lesley University e em Técnicas de Mediação de Conflitos na Harvard University. Foi professor na Cambridge Rindge and Latin School e no Cambridge College, ambos de Cambridge (Massachusetts). Foi supervisor de Terapia Expressiva na Lesley University, supervisor de Mediação Escolar e Aconselhamento na Harvard University. Foi professor de Língua e Cultura Portuguesas na University of Massachusetts em Boston, cargo que ocupou desde 2004 até se aposentar.
Paralelamente ao seu percurso profissional, dedicou-se à escrita, sendo autor de várias obras literárias, entre as quais Gente dos Açores (1978), livro escolhido pelo Congresso norte-americano para ser um dos primeiros livros editados em braille. Outras das suas obras com ampla difusão são Guiomar, obra traduzida em inglês, e, mais recentemente, Uma Pessoa só é Pouca Gente, obra «em moldes de ficção literária de perfil biográfico» com o objectivo de «salientar as limitações e contradições do celibato eclesiástico imposto como condição absoluta para a ordenação sacerdotal» na Igreja Católica Romana.
É colaborador de vários jornais e tem sido presença assídua em colóquios e encontros, tendo proferido numerosas conferências de temática histórica, psicológica e literária, nos Estados Unidos da América, Portugal, Canadá e Brasil. Em 2010, foi distinguido com o Portuguese Language Award. É membro honorário do Clube Luís de Camões, uma organização cultural da Nova Inglaterra com sede em Peabody.

## Obras
Entre outras, é autor das seguintes obras:
- «A gente açoriana: emigração e religiosidade (séculos XVI-XX)» in Boletim do Instituto Histórico da Ilha Terceira, vol. XXXIV (1976), pp. 5-74. Angra do Heroísmo, 1976.
- A gente dos Açores. Lisboa, Portugal: Prelo Editora (publicado em braille pela Library of Congress em 1978).
- Guiomar. Açores: Gabinete de Emigração, Governo Regional, 1990.
- Gente sem nome. Ponta Delgada, Açores: Jornal de Cultura, 1994.
- Guiomar. English edition, Boston, MA: Portuguese Continental Union, 1994.
- Uma pessoa só é pouca gente. Lisboa: Edições Salamandra, 2000.
- A Lingua Portuguesa nos Estados Unidos. With Castanho, G. & Serpa, M.L.: Ponta Delgada,Azores: Expresso das 9 & Portuguese World Language Institute, 2001.
- «Luso-American Communities: A perspective for the future 50 years later» in Capelinhos a Volcano of Synergies. S. Jose, CA: Portuguese Heritage Publications, 2009.
- Desafios para os Açores para o Século XXI, in Eduardo Brum Editor. Ponta Delgada: Expresso das Nove Aniversary Publication. pp. 14-22, 2010.
- Festas do Espírito Santo: Expressão de Felicidade da Gente dos Açores. V Congresso Internacional do Espirito Santo. S. Jose, California, 2010.